# 特殊決鬥
"搏擊會"是英國科幻電視劇超疑特工第十一集，於2006年12月24日播出。

## 大綱
食人怪Weevil在卡迪夫城的街頭肆虐，夏積隊長疲於奔命，要求高軍加入追捕行動。高軍正與韋暉共晉晚餐，高軍隱瞞工作性質，韋暉蒙在鼓裡，兩人感情出現危機。高軍堅持跟隊長會合，令韋暉怒不可遏。後來炬木成員在一個貨倉發現一名叫何定欣 (Dan Hodges)的屍體，身上雖有被食人怪襲擊的痕跡，但炬木成員相信是有人利用食人怪借刀殺人。續派奧雲追查，發現一位名叫連邁克 (Mark Lynch)的商人，相信是幕後操控食人怪的黑手。夏奧雲深入虎穴，大吃一驚，眼前是現實世界不可能的情景；惟連邁克已得悉夏奧雲的真正身份，奧雲如何脫身？

## 演員
- Captain Jack Harkness—约翰·巴洛曼
- Gwen Cooper—Eve Myles
- Owen Harper—Burn Gorman
- Toshiko Sato—森尚子
- Ianto Jones—Gareth David-Lloyd
- Rhys Williams—Kai Owen
- Mark Lynch—Alex Hassell
- Weevil—Paul Kasey
- Barmaid—Alexandra Dunn
- Boyfriend—Matthew Raymond
- Hospital Patient—David Gyasi

## 外部連結
- "Combat" episode guide entry on the BBC website